# Stegonotus reticulatus
Stegonotus reticulatus — вид змій родини полозових (Colubridae). Ендемік Папуа Нової Гвінеї.

## Поширення і екологія
Stegonotus reticulatus мешкають на північних схилах гір Центрального хребта Нової Гвінеї, а також в низовинах на південному сході острова, за леякими свідченнями також в Австралії. Вони живуть у вологих тропічних лісах.